# ژاک سانتینی
ژاک سانتینی (انگلیسی: Jacques Santini؛ زادهٔ ۲۵ آوریل ۱۹۵۲) بازیکن سابق و مربی فوتبال اهل فرانسه است.
از باشگاه‌هایی که در آن بازی کرده‌است می‌توان به باشگاه فوتبال مون‌پلیه و باشگاه فوتبال سن-اتین اشاره کرد.